# José Ayoví
José David Ayoví Camacho (n. Guayaquil, Ecuador; 17 de mayo de 1989) es un futbolista ecuatoriano. Juega de portero y actualmente se encuentra sin equipo.

## Trayectoria
Empezó su carrera el 2008, en Club Deportivo Star Club de Chimborazo, por un corto periodo pasó el 2009 al Club Sport Santo Domingo. El 2010 llega al Emelec, club en el que debuta profesionalmente en la Serie A de Ecuador el 4 de diciembre del 2011, en un partido contra el Imbabura SC. Luego pasa a Fuerza Amarilla y posteriormente a El Nacional. Actualmente juega en el Club Rumiñahui que participa en el Campeonato Provincial de Segunda Categoría de Pichincha.

## Clubes
| Club                          | País    | Año         |
| ----------------------------- | ------- | ----------- |
| Club Deportivo Star Club      | Ecuador | 2008-2009   |
| Club Sport Santo Domingo      | Ecuador | 2009        |
| Club Sport Emelec             | Ecuador | 2010 - 2012 |
| Fuerza Amarilla Sporting Club | Ecuador | 2013        |
| Club Deportivo El Nacional    | Ecuador | 2014-2014   |
| Club Rumiñahui                | Ecuador | 2018        |